# Arnold von Einem
Arnold Max von Einem (* 9. April 1839 in Goslar; † 17. Juli 1896 in Hannover) war ein preußischer Generalmajor.

## Leben

### Herkunft
Arnold war das zwölfte von fünfzehn Kindern des hannoverschen Oberstleutnants Gottfried von Einem (1783–1850) und dessen zweiter Ehefrau Irmengard, geborene Freiin von Hammerstein-Equord (1807–1868). Der preußische Generalleutnant Karl von Einem (1819–1892) und der Amtshauptmann in Sulingen Ernst von Einem (1823–1872) waren seine älteren Brüder.

### Militärkarriere
Einem besuchte das Kadettenhaus in Hannover und wurde am 1. Mai 1857 dem 2. Infanterie-Regiment der Hannoverschen Armee überwiesen. Unter Beförderung zum Leutnant erfolgte Ende Dezember 1857 seine Versetzung in das 4. Infanterie-Regiment. Er stieg Ende Mai 1860 zum Oberleutnant auf und diente vom 24. Mai 1863 bis zum 28. Juni 1866 als Regimentsadjutant. Während des Krieges gegen Preußen war Einem in der Schlacht bei Langensalza als Adjutant der 3. Infanterie-Brigade kommandiert.
Nach dem verlorenen Krieg und der Annexion des Königreichs Hannover trat Einem in die Preußische Armee über und wurde am 9. März 1867 mit einem Patent vom 12. Oktober 1864 im 5. Ostpreußischen Infanterie-Regiment Nr. 41 angestellt. Zunächst als Kompanieführer nahm Einem während des Krieges gegen Frankreich 1870 mit seinem Regiment an den Schlachten bei Colombey und Noisseville sowie der Belagerung von Metz teil und avancierte am 24. Oktober 1870 zum Hauptmann und Kompaniechef.
Ausgezeichnet mit dem Eisernen Kreuz II. Klasse wurde Einem nach dem Friedensschluss Mitte November 1871 als Chef der 6. Kompanie in das 2. Hessische Infanterie-Regiment Nr. 82 versetzt. Bis Anfang September 1881 rückte er zum überzähligen Major auf und kam am 15. April 1884 als Kommandeur des Füsilier-Bataillons in das 8. Brandenburgische Infanterie-Regiment Nr. 64 (Prinz Friedrich Carl von Preußen) nach Angermünde. Unter Beförderung zum Oberstleutnant erfolgte vom 2. August 1888 bis zum 13. Oktober 1890 eine Verwendung als etatmäßiger Stabsoffizier im Grenadier-Regiment „Prinz Carl von Preußen“ (2. Brandenburgisches) Nr. 12 in Frankfurt (Oder). Anschließend wurde Einem Oberst und Kommandeur des 8. Rheinischen Infanterie-Regiments Nr. 70. Am 8. April 1893 wurde er unter Stellung zur Disposition mit Pension und der Erlaubnis zum Tragen seiner bisherigen Uniform zum Kommandanten des Truppenübungsplatzes Senne ernannt. In dieser Eigenschaft erhielt er am 14. Mai 1894 den Charakter als Generalmajor und im Oktober 1895 den Kronen-Orden II. Klasse. Unter Enthebung von seinem Posten wurde Einem am 20. Mai 1896 verabschiedet und mit dem Roten Adlerorden II. Klasse mit Eichenlaub ausgezeichnet.
Er starb kurz darauf an Krebs und wurde auf dem Kirchhof der Garnison Hannover beigesetzt.

### Familie
Einem hatte sich am 27. Januar 1870 in Stade mit Pauline Gosewisch (1843–1915) verheiratet. Aus der Ehe gingen die Söhne Alwin (*/† 1871) und Hans (* 1873) sowie der spätere Generalmajor Curt von Einem (1880–1939) hervor.